# Maritieme provincies van Spanje
Een maritieme provincie (Spaans: Provincia marítima) is een Spaanse bestuurlijke eenheid die in het leven is geroepen om duidelijkheid te scheppen over de herkomst van schepen. Spaanse schepen moeten, bij voorkeur in de top van de mast, de vlag laten wapperen van de maritieme provincie waartoe de thuishaven behoort. Daarnaast heeft de maritieme provincie tegenwoordig veel verantwoordelijkheid voor de scheepvaart in open zee, en een toezichthoudende functie op zee en in de haven in het algemeen. Ze moet niet verward worden met de provincies van Spanje.

## Geschiedenis
Spanje is sinds 1607 ingedeeld in maritieme provincies. Aanvankelijk waren dit er drie (Ferrol, Cádiz en Cartagena), maar in de 19e eeuw groeide hun aantal tot 36. Inmiddels is hun aantal dankzij fusies, splitsingen en dekolonisatie gedaald tot 30. 
De huidige indeling en structuur van de maritieme provincies is per wet vastgelegd in 1992. Vanaf dat moment is het beheer van de burgerscheepvaart toebedeeld aan de algemene directie van de handelsscheepvaart, onderdeel van het Ministerie van Fomento, en voortaan losgekoppeld van de militaire autoriteiten waar het voorheen onder viel. Uitzondering hierop vormt de visserij, die deel uit is gaan maken van het Ministerie van Landbouw en Visserij. 

## Bestuursstructuur
Voor de uitoefening van haar taken benoemt de algemene directie van de handelsscheepvaart een Capitán Marítimo ('Maritiem Kapitein') in elke haven boven een bepaalde omvang of in havens waar de veiligheidssituatie dat vereist. Sinds 2007 zijn de maritieme provincies verder ingedeeld in districten, waarover de 'Maritiem Kapitein' de supervisie en de leiding heeft. Alle schepen binnen een provincie voeren dezelfde vlag, ongeacht het district waar ze vandaan komen. 
De maritieme provincie bestaat uit organen die op de volgende drie gebieden actief zijn:
- Veiligheid op zee en bescherming van het milieu
- Inspectie
- Registratie, personeel en algemene zaken.

Het Spaanse diplomatieke korps en de consulaten in het buitenland zijn verantwoordelijk voor de vertegenwoordiging van de maritieme provincies buiten Spanje.

## Taken
De maritieme provincies zijn in de havens die aan hen toevallen onder anderen verantwoordelijk voor de volgende taken:
- Administratief:
  - De inklaring van schepen, met inachtneming van vergunningen en autorisaties die onder andere bestuursorganen behoren en de in- en uitschrijving van de bemanning, passagiers en andere opvarenden.
  - Het beheer en het bestuur van het register van schepen en randbedrijven.
  - Het verwerken van de aanvragen van professionele of recreatieve scheepsbewijzen.
  - Het verlenen van vergunningen aan alle mogelijke soorten scholen die maritieme activiteiten onderwijzen.
- Inspecties:
  - Technische en operationele inspecties van in aanbouw zijnde schepen.
  - Controle van de zeewaardigheid van Spaanse schepen en hun bemanning.
  - Controle van de naleving van internationale regulaties die door Spanje onderschreven worden, van alle schepen in Spaans vaarwater.
  - Inspecties van los- en laadinstallaties aan boord.
  - Inspecties van scheepsladingen en het adviseren over toestemming om te laden en te lossen.
  - Toezien op het naleven van het nationale plan voor veiligheid op zee en bescherming van het milieu.
  - Supervisie over onderzoek naar scheeps- en milieurampen buiten de haven.
  - Verplichte rapportage, in samenwerking met de havenautoriteiten, over scheepsrampen, baggeractiviteiten en de sloop van schepen in de haven.
  - Controle op vervuilende lozingen vanaf schepen of haveninstallaties.
  - De inspectie van opslagruimtes voor olie-achtige substanties in de haven en zijn directe omgeving.
- Beheer en controle:
  - Het vaststellen van aan- en afvoerroutes en het afzetten van die routes op zee en langs de stranden.
  - De verkeersleiding en controle over verankering en manoeuvres buiten de wateren van de haven.
  - De toegang in Spaanse territoriale wateren geven of weigeren.
  - Het sluiten van de haven als de toestand op zee dat vereist.
  - Toezicht op activiteiten als loodsen en slepen.
  - Toezicht op het naleven van veiligheids-, verkeers- en milieuvoorschriften en het beboeten van overtredingen.

## Huidige maritieme provincies
- Algeciras (AL): Haven van Algeciras
- Alicante (AT)
- Almería (AM): Haven van Almería
- Avilés
- Barcelona (BA): Haven van Barcelona
- Bilbao (BI): Haven van Bilbao
- Cádiz (CA)
- Cartagena (CT)
- Castellón de la Plana (CP)
- Ceuta (CU)
- Coruña (CO) (La Coruña)
- El Ferrol (FE)
- Gijón (GI)
- Granada (GR)
- Huelva (HU)

- Ibiza (IB)
- Las Palmas de Gran Canaria (GC)
- Lugo (LU)
- Málaga (MA)
- Palma de Mallorca (PM)
- Melilla (MLL)
- Palamos (PG)
- San Sebastián (SS)
- Santander (ST)
- Sevilla (SE)
- Tarragona (TA)
- Tenerife (TE)
- Valencia (VA): Haven van Valencia
- Vigo (VI)
- Villagarcía de Arosa (VILL)

## Niet meer bestaande maritieme provincies
- Canarias (1845-1867, in 1867 gesplitst in Las Palmas de Gran Canaria en Santa Cruz de Tenerife)
- Cienfuegos (1885-1898, opgeheven vanwege de onafhankelijkheid van Cuba)
- Filipinas (1845-1886, toen gesplitst in Manila en Ilo-Ilo, zie aldaar)
- Gerona (1933-1935, sindsdien vallend onder Barcelona)
- Ifni-Sahara (1946-1975, opgeheven vanwege de onafhankelijkheid van Marokko en de Marokkaanse bezetting van de Westelijke Sahara)
- Ilo-Ilo (1886-1898, opgeheven vanwege het verlies van de controle over de Filipijnen)
- La Habana (1845-1898, opgeheven vanwege de onafhankelijkheid van Cuba)
- Manila (1886-1898, opgeheven vanwege het verlies van de controle over de Filipijnen)
- Mataró (1845-1894, sindsdien vallend onder Barcelona)
- Motril (1845-1858 en 1868-1894, sindsdien vallend onder Málaga)
- Nuevitas (1851-1898, opgeheven vanwege de onafhankelijkheid van Cuba)
- Palamós (1845-1894, sindsdien vallend onder Barcelona)
- Pontevedra (1905-1933, sindsdien vallend onder Vigo)
- Puerto Rico (1845-1898, opgeheven vanwege het verlies van de controle over Puerto Rico)
- Sagua la Grande (1885-1898, opgeheven vanwege de onafhankelijkheid van Cuba)
- San Juan de los Remedios de Cuba (1845-1898, opgeheven vanwege de onafhankelijkheid van Cuba)
- Sanlúcar de Barrameda (1845-1894, sindsdien vallend onder Sevilla)
- Santiago de Cuba (1845-1898, opgeheven vanwege de onafhankelijkheid van Cuba)
- Santo Domingo (1863-1865, opgeheven vanwege het verlies van de Dominicaanse Republiek)
- Spaans-Guinea (1889-1970, opgeheven vanwege de onafhankelijkheid van Equatoriaal-Guinea)
- Tortosa (1845-1866, tussen 1866-1894 Vinaroz geheten, sindsdien vallend onder Tarragona)
- Trinidad de Cuba (1845-1898, opgeheven vanwege de onafhankelijkheid van Cuba)
- Vivero (1845-1858), tussen 1858-1894 Ribadeo geheten, lange tijd vallend onder Ferrol en tegenwoordig weer zelfstandig onder Lugo)